# Sven Maes
Sven Maes je belgický DJ a producent, který vytvořil, společně s Johanem Gielenem, jedny z největších trancových hitů. Je členem formací Svenson & Gielen a Airscape.